# Wang Xiaoyuan
Wang Xiaoyuan (chinesisch 王晓园, * 12. Mai 1968) ist eine ehemalige Badmintonspielerin aus der Volksrepublik China.

## Karriere
Wang Xiaoyuan wurde 1996 bei ihrer einzigen Olympiateilnahme Fünfte im Mixed mit Tao Xiaoqiang. 1991 hatte sie bereits die China Open und 1992 die French Open mit Liu Jianjun gewonnen. 1995 wurde sie erste bei den Swedish Open mit Chen Xingdong.

## Sportliche Erfolge
| Saison | Veranstaltung | Disziplin | Platz | Name                          |
| ------ | ------------- | --------- | ----- | ----------------------------- |
| 1991   | China Open    | Mixed     | 1     | Liu Jianjun / Wang Xiaoyuan   |
| 1992   | French Open   | Mixed     | 1     | Liu Jianjun / Wang Xiaoyuan   |
| 1993   | Thailand Open | Mixed     | 1     | Liu Jianjun / Wang Xiaoyuan   |
| 1995   | Swedish Open  | Mixed     | 1     | Chen Xingdong / Wang Xiaoyuan |
| 1996   | Olympia       | Mixed     | 5     | Tao Xiaoqiang / Wang Xiaoyuan |